# Dostředivé zrychlení
Při křivočarém pohybu je výhodné rozložit zrychlení do směru pohybu, tzn. do směru tečny k trajektorii, a do směru kolmého k pohybu, tzn. do směru normály k trajektorii. Hovoříme pak o tečném zrychlení a normálovém (také dostředivém) zrychlení.
Směr kolmý k trajektorii je dán normálou trajektorie a složka zrychlení, která má stejný směr jako tato normála, se označuje jako normálové zrychlení (hovoří se také o normálové složce zrychlení) {\displaystyle \mathbf {a} _{n}}. Normálové zrychlení směřuje do středu křivosti trajektorie, a proto se často nazývá dostředivým zrychlením a značí {\displaystyle \mathbf {a} _{d}}.

## Normálové zrychlení
Pro velikost normálového zrychlení platí vztah
{\displaystyle a_{n}={\frac {\mathrm {d} v_{n}}{\mathrm {d} t}}={\frac {v^{2}}{\rho }}},
kde {\displaystyle \mathrm {d} v_{n}} je změna velikosti rychlosti ve směru normály k trajektorii pohybu, {\displaystyle \mathbf {v} } je okamžitá rychlost a {\displaystyle \rho } je poloměr křivosti v daném bodě trajektorie.
Velikost dostředivého zrychlení závisí na rychlosti (obvodové nebo úhlové) a na poloměru zakřivení trajektorie (u pohybu po kružnici na poloměru kružnice). Směr dostředivého zrychlení je do středu zakřivení (do středu kružnice) a je kolmý k vektoru rychlosti.

## Pohyb po kružnici
Při rovnoměrném pohybu po kružnici je poloměr křivosti {\displaystyle \rho } roven poloměru kružnice {\displaystyle r}. Použijeme-li navíc vztah mezi obvodovou a úhlovou rychlostí, pak pro velikost dostředivého zrychlení získáme vztah
{\displaystyle a_{d}={\frac {v^{2}}{r}}=\omega ^{2}\cdot r\,},
kde v je velikost obvodové rychlosti, ω úhlová rychlost, r je poloměr kružnice.

### Odvození
{\displaystyle {\vec {a}}={\frac {\Delta {\vec {v}}}{\Delta t}}}
{\displaystyle {\frac {v_{a}}{\Delta v}}={\frac {r}{\Delta s}}}

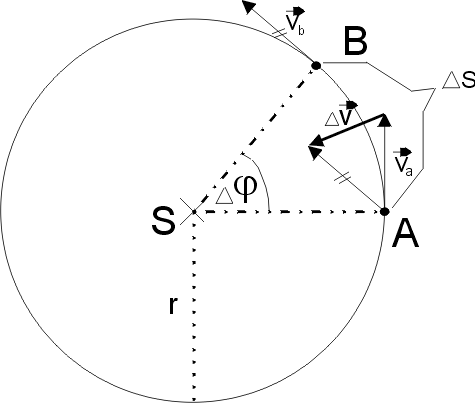
K odvození velikosti dostředivého zrychlení

Vzorec vyplývá z podobnosti rovnoramenných trojúhelníků se stejným vrcholovým úhlem, přičemž trajektorii {\displaystyle {\Delta s}}  aproximujeme přeponou AB, neboť ta se k trajektorii limitně blíží. 
{\displaystyle v_{a}\cdot \Delta s=r\cdot \Delta v}
{\displaystyle \Delta v={\frac {v_{a}\cdot \Delta s}{r}}}
{\displaystyle {\frac {\Delta v}{\Delta t}}={\frac {v_{a}}{r}}\cdot {\frac {\Delta s}{\Delta t}}}
Obě strany rovnice vydělíme {\displaystyle {\Delta t}}  a interpretujeme vzniklé derivace (diferenciály) jako zrychlení a rychlost.
{\displaystyle a={\frac {v_{a}}{r}}\cdot v_{a}}
{\displaystyle \rightarrow a={\frac {v_{a}^{2}}{r}}\Leftrightarrow a=\omega ^{2}\cdot r}